# 過去に存在した北海道地区・東北地区のダイエーの店舗
過去に存在した北海道地区・東北地区のダイエーの店舗（かこにそんざいしたほっかいどうちく・とうほくちくのダイエーのてんぽ）は、株式会社ダイエーおよび子会社の北海道地区・東北地区における閉鎖店舗を掲載している。
かつてフランチャイズ提携によりダイエーの店舗として営業していた店舗で、フランチャイズ中の閉店、フランチャイズ契約解除による離脱の店舗については過去に存在したダイエーのフランチャイズ店舗を参照。
- 無印はダイエー。それ以外は基本的にブランド名を記述。
- 店舗名の後ろについている×は現在建物が解体された店舗。
- （）内の旧:○○は、運営していた会社の変遷。ただし、閉店直後の運営会社については下記に記述する。
- SC名称は届出が出ていた店舗のみ可能な限り記述する。

## 北海道地区
1977年（昭和52年）に北海道ダイエー直営の2店舗を移管。
1990年（平成2年）3月に北海道ダイエーを吸収合併。
全北海道の進出は1973年（昭和48年）11月26日に開業した札幌店に始まり、その後、地元資本の会社を設立し琴似・麻生・厚別・手稲と店舗を増やすも、ダイエーの経営的ダメージの影響で多数の店舗が閉鎖に追い込まれた。
2009年には同グループの食品スーパー事業会社・グルメシティ北海道の、閉店予定であった伊達店の営業を除く全事業を譲受し運営を統合。
2015年（平成27年）9月1日にイオン北海道とマックスバリュ北海道に全16店舗を継承して完全に撤退することになった。

### 北海道

#### 札幌市
- 札幌店（旧:ダイエー→北海道ダイエー、1973年（昭和48年）11月26日[3] - 1993年（平成5年）10月[5]24日[要出典]） 札幌市中央区南2条西4-11[6][7] SC名称:中心街デパート（旧:札幌ショッパーズプラザ）
店舗面積11,220m2[8]、駐車台数約256台[8]。
北海道地区進出1号店。ダイエー本社が開業するも、1977年（昭和52年）に北海道で展開する子会社「北海道ダイエー」に店舗経営権を白石店と共に譲渡[1]。その後は、ダイエーに吸収され直営となる。駐車場不足や契約期限を理由として、賃貸契約を更新せずに閉店[5]。
閉店後は東急エージェンシーの提案で全面改装を行い[5]、1995年（平成7年）9月14日にファッションビルのピヴォなどになった[9][5]。なお、ピヴォは2023年（令和5年）に閉館し近隣のビルとともに解体されることになり[10]、跡地にはホテルを含む複合施設が建設される予定。[要出典]
- 札幌円山店（2009年（平成21年）3月18日 - 2015年（平成27年）8月31日[4]） 札幌市中央区南1条西27-1-1 SC名称:マルヤマクラス
北海道のグルメシティではない店舗の中で唯一[広報 2]、2015年（平成27年）9月1日にマックスバリュ北海道が継し[4]、同年9月3日より「マックスバリュ マルヤマクラス店」としてマックスバリュに転換された[広報 3]。
- 光星店 → グルメシティ光星店（旧:西村→北海道SMダイエー、1965年（昭和40年）4月[11]1日 - 2007年（平成19年）7月21日[12]） 札幌市東区北12条東7-62[13]
- 栄町店（1991年（平成3年）6月13日[14][15] - 2015年（平成27年）8月31日[4]） 札幌市東区北42条東16-565-120[14]
延べ床面積約36,246m2[16]、店舗面積10,910m2[16]。直営店舗面積8,400m2[14]。
地下鉄東豊線栄町駅に隣接して出店していたため、仮設のバス待合所が設置された[17]。
2015年（平成27年）9月1日にイオン北海道が継承[4]。イオン札幌栄町店となった。
- 琴似店（旧：北海道ダイエー、1977年（昭和52年）4月7日[18] - 2015年（平成27年）8月31日[4]） 札幌市西区琴似2-4-374-1[6]
延べ床面積約18,742m2[16]、店舗面積9,000m2[6]、駐車台数約370台[6]。
高雄ビル株式会社が所有する建物に出店[16]。
国鉄（現・JR）琴似駅前の再開発ビルへの出店で、イトーヨーカ堂に敗れ、同社琴似店の開業翌年に当店を出店し、激しい値下げ合戦を繰り広げた[19]。
2015年（平成27年）9月1日にイオン北海道が継承[4]。イオン札幌琴似店となった。
- 藤野店（旧:西村、1973年（昭和48年）11月[20] - 1996年（平成8年）2月[21]） 札幌市南区藤野216[22]
石山通り沿いにあった店舗面積2,132m2の小型店だった[21]。
開業当初は同地区最大の、西村が運営する「コンシュマーズマート藤野店」だったが、西村がダイエーグループに入って旧函館ダイエーに営業権が譲渡された関係で1993年（平成5年）10月15日に北海道SMダイエーの店舗となった[23]。
店舗跡は全面改装されて1996年（平成8年）7月25日に札幌東急ストア（のちの東光ストア）藤野店が開店した[21]。しかしこれも移転のため2015年11月15日をもって閉店[24]、跡地には2017年7月6日にドラッグストアのツルハドラッグ藤野店が開店した[25][26]。
- 新琴似店（旧:西村、1976年（昭和51年）11月[27] - 1999年（平成11年）2月21日） 札幌市北区新琴似7-12-734[22]
店舗面積929m2[22] → 2,288m2[27]
開業当初は「コンシュマーズマート西村新琴似店」[27]。1980年（昭和55年）1月に西村がダイエーと業務提携し[28]、1986年（昭和61年）に北海道ダイエーから役員3名の派遣を受け入れてダイエーの傘下に入った[29]。
旧函館ダイエーに営業権が譲渡された関係で1993年（平成5年）10月15日に北海道SMダイエーの店舗となった[23]。
- 麻生店（旧：北海道ダイエー[30]、1977年（昭和52年）6月[16][30] 20日 - 2015年（平成27年）8月31日[4]） 札幌市北区北39条西4-329[6]
延べ床面積約22,905m2[16]、店舗面積11,220m2[6]、駐車台数約400台[6]。
札幌市交通局の所有地を活用して地下鉄駅と直結する形の駐車場を1993年（平成5年）4月29日に開設した[31]。
2015年（平成27年）9月1日にイオン北海道が継承[4]。イオン札幌麻生店となった。
- 厚別店 → 新さっぽろ店（1977年（昭和52年）6月[30] 10日 - 2015年（平成27年）8月31日[4]） 札幌市厚別区厚別中央2-5-7-1 SC名称:新さっぽろアークシティサンピアザ[16]
札幌副都心公社の新さっぽろアークシティは、店舗面積41,347m2[16]、延べ床面積約106,137m2[16]。そのうちダイエーは店舗面積25,200m2[16]。
2015年（平成27年）9月1日にイオン北海道が継承[4]。イオン新さっぽろ店となった。
- プランタン新さっぽろ（旧:オ・プランタンジャポン→プランタン北海道[32]（店番号4662）、1982年（昭和57年）6月1日[33][34][35] - 2000年（平成12年）3月22日） 札幌市厚別区厚別中央2-5-7 SC名称:サンピアザ
ダイエー非直営で日本でのプランタンの2号店として誕生。開業当初から新札幌近辺の土地開発の遅れにより、売上げが低迷し、独立採算制を取るために子会社を設置[32] するもこれも失敗し、北海道ダイエーに営業譲渡[36]。北海道ダイエーがダイエーに吸収された後は、ダイエーの店舗として運営した。
日本百貨店協会に加盟していた[37]。店舗面積16,531m2[38]。
新札幌駅と連絡通路で直結する「サンピアザショッピングセンター」の一角にあり、地上3階・地下2階建てで、売り場面積約120,009m2[39]。
プランタンの名称の使用契約期間の満了に伴い、2000年（平成12年）3月1日に「カテプリ新さっぽろ」に名称変更し[40]、専門店約130店が入居する商業施設として営業を続けた[39]。
2015年（平成27年）9月1日にイオン北海道が継承し[4]、ダイエーの時のテナント構成などのまま営業を続けたが、全面改装のため2016年（平成28年）4月末で一時閉店することになった[39]。改装に際して運営をイオンモールに変更し[広報 4]、2016年12月16日に営業を再開した[広報 5]。2024年7月1日に賃貸借契約を終了して、札幌副都心開発公社に管理運営が移管された[41]。
- 清田店（旧:北海道ダイエー、1982年（昭和57年）5月27日[42][43] - 2001年（平成13年）3月11日[38]） 札幌市清田区清田1-1[42]
店舗面積9,279m2[44]、延べ床面積約31,116m2[44]。
国道36号沿いに出店していた[42]。
高雄ビル株式会社が所有する建物に出店。ピークとなった1992年（平成4年）2月期の売上高は50億円であったが、2000年（平成12年）2月期には25億円にまで落ち込んだ。修正三ヵ年計画の一環で閉鎖[45]。閉店後はヤマダデンキテックランド清田店（現 ヤマダデンキTeccLIFESELECT清田店）が出店した[46]。
- 手稲店（旧:北海道ダイエー、1987年（昭和62年）12月3日[47] - 2000年（平成12年）10月31日[48]） 札幌市手稲区前田4-7-1[47]
鉄筋コンクリート造地上2階建て塔屋[47]、延べ床面積約14,606m2[47]、店舗面積約6,129m2[47]（当社店舗面積約5,200m2[47]）、駐車台数約750台[47]。
直営店舗面積約6,152m2[49]。
登別温泉株式会社が所有する建物[50][51][52] に出店。出店表明してから6年越しの出店であった。
「ザ・おもしろランド」というミニ遊園地が、のちにパチンコパンドラとなった箇所（後述）に設けられていた[53]。
閉店後はヤマダデンキテックランド手稲店や旧ダイエー系列（現・アメニティーズ傘下）のパチンコ店パンドラが出店した[54]。後にヤマダデンキは閉店し[54]、卸売スーパーが代わりに出店している[50][51][52][55]。またパチンコパンドラは2023年8月16日に閉店した[56]。
- 白石店×（旧:ダイエー→ 北海道ダイエー[30]、1975年（昭和50年）9月1日[7][57] - 1998年（平成10年）8月31日[58]） 札幌市白石区本通9北1[7]
敷地面積約3,796m2[57]、地下1階地上2階建て[57]、店舗面積約2,648m2[57]、駐車台数約70台[8]。

- 白石本通店（旧:西村、1974年（昭和49年）9月[59] - 1993年（平成5年）10月15日[23] - ?） 札幌市白石区白石本通11南1[22]
店舗面積約907m2[22]。
西村がダイエーグループに入って旧函館ダイエーに営業権が譲渡された関係で1993年（平成5年）11月1日付で北海道SMダイエーの店舗となった[23]。
- 東札幌店（1978年（昭和53年）8月26日[60] - 2015年（平成27年）8月31日[4]）  札幌市白石区東札幌3-2-1[8]
延べ床面積約33,290m2[16]、店舗面積12,395m2[16]（直営店舗面積9,174m2[16]）、駐車台数約50台[8]。
第5高雄ビルに出店[16]。
2015年（平成27年）9月1日にイオン北海道が継承[4]。イオン東札幌店となった。
- 星置店（合弁時代:1994年（平成6年）11月1日[61] - 1998年（平成10年）3月31日[62]）→ 星置店[63]（1998年（平成10年）4月8日[63] - 2000年（平成12年））→ ディー・ハイパーマート星置店[広報 6]（2000年（平成12年）9月1日[要出典] - 2002年（平成14年）2月14日[64]） 札幌市手稲区星置1-2-1-1
北海道旅客鉄道（JR北海道）との合弁会社である北海道ジェイ・アール・ダイエーとしての1号店として開店[61]、その後ダイエーに譲渡され直営化して1998年（平成10年）4月8日に「ダイエー星置店」として新装開店し[63]、2000年（平成12年）9月1日に株式会社ディー・ハイパーマートに移管された[広報 6]。
敷地面積14,829m2、店舗面積6,876m2（直営5,623m2、専門店1,253m2）のワンフロアの中型店舗であった[65]。
閉店後は改装され、2002年（平成14年）4月に北雄ラッキー[66]星置駅前店が出店した。
- ハイパーマート西岡店（1992年（平成4年）11月26日 - 1999年（平成11年）[67]） → 西岡店（1999年（平成11年）[67] - 2002年（平成14年）8月31日[68]） 札幌市豊平区西岡3-3-4-1
ハイパーマートの直営時代に開店し、子会社には譲渡されずに業務形態を変更した店舗[67]。2002年（平成14年）秋に西岡ポスフールバーゲン館として開店し[69]、2003年（平成15年）3月1日にポスフール西岡店が開店した[69] が2008年（平成20年）2月24日に閉店し[70]、大幅な改装を受けた後、2010年（平成22年）5月25日にジャスコ西岡店（現・イオン札幌西岡店）を核店舗としたイオン札幌西岡ショッピングセンターが出店[71]。

#### 道央
- 岩見沢店（旧：岩見沢ダイエー→北海道ダイエー、1981年（昭和56年）10月30日[72] - 1987年（昭和62年）3月[73] - 2015年（平成27年）8月23日[74]） 岩見沢市9条西20-1[72]
敷地面積約18,744m2[72]、鉄筋コンクリート造地上2階建て[72]、延べ床面積約16,565m2[72]、店舗面積約9,101m2[72]（当社店舗面積約6,980m2[72]）、駐車台数約300台[72]。
ダイエーの孫会社「岩見沢ダイエー」が運営していた店舗。北海道ダイエー設立後も単独で営業してきた。
地域密着路線にする目的を達成した為、会社が北海道ダイエーに吸収された為、名称も岩見沢店に変更された。[要出典]
岩見沢初の郊外型大型店であったことから開業時には市外を含む広域からの集客に成功し、ダイエーグループでも優良店舗と称された[74]。
しかし、2004年（平成16年）11月3日にポスフール岩見沢店（現・イオン岩見沢店）が開業[75]。さらに、2005年（平成17年）には空知最大とされる「大和タウンプラザ」が開設され[76]、同施設内に3月17日にホーマック[77]（現・DCM）、4月1日にラルズの「ビッグハウス」が開店[76]。こうした競合店の相次ぐ進出と人口減少が重なったことから、売上が減少して赤字に転落し、閉店することになった[74]。
閉店時にはテナントは23店で、「であえーる岩見沢」に3店が移転するなど6店舗が岩見沢市の中心市街地に移転することになった[78]。
- ハイパーマート北広島店（1992年（平成4年）4月29日[79] - 2000年（平成12年））→7853：ディー・ハイパーマート北広島店（2000年（平成12年）9月1日[広報 6] - 2002年（平成14年）8月31日） 北広島市栄町1-4-1[79]
敷地面積15,127m2?に建設された地上3階建て延床面積26,843m2に店舗面積11,000m2（直営9,200m2、専門店1,800m2）で、約700台収容の駐車場を併設していた[79]。1・2階が売り場で1階が食品や日用雑貨などで2階が衣料品などとなっていた[79]。
直営のハイパーマートとして開店。1999年（平成11年）8月1日に株式会社ダイエー・ハイパーマートに[広報 7]、さらに2000年（平成12年）9月1日に株式会社ディー・ハイパーマートに移管された[広報 6]。店舗跡にはコープさっぽろエルフィン店が出店[80]。
- 浦河店（1995年（平成7年）11月16日[81] - 1999年（平成11年）5月） 浦河郡浦河町大通り2-32-1[82]
浦河町大通地区第1種市街地再開発事業で建設された地場資本によるショッピングセンターと接続する形で出店していた[83]。
北海道SMダイエーが運営する店舗。地上1階建ての店舗であった。[要出典]

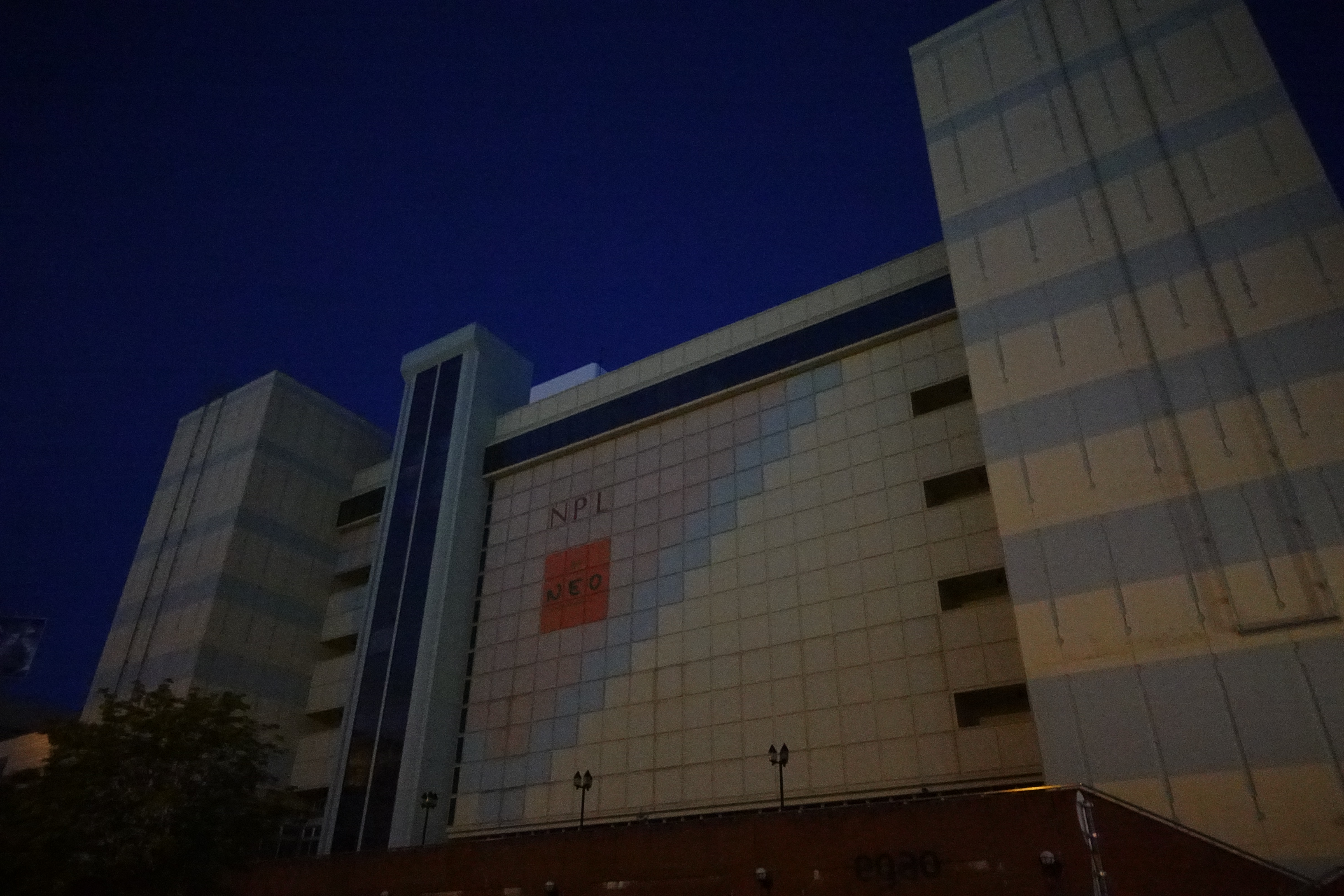
ダイエー苫小牧店の入っていた旧サンプラザビル（2021年10月）

- ダイエー苫小牧店の入っていた旧サンプラザビル（2021年10月）苫小牧店（旧:北海道ダイエー、1977年（昭和52年）11月1日[84][85] - 2005年（平成17年）11月30日[85][86]） 苫小牧市表町6-2-1[84] SC名称:サンプラザ[84]
敷地面積約6,443m2[84]、鉄筋コンクリート造地下1階地上7階建て塔屋3階[84]、延べ床面積約16,000m2[84]、店舗面積約39,165m2[84]（当社店舗面積約11,500m2[84]）、駐車台数約1,200台[84]。

JR苫小牧駅南口正面に立地する[87] JR苫小牧駅前地区再開発事業で建設された売場面積17,500m2のサンプラザの中核テナントとして[88] 1977年（昭和52年）11月1日に開店し[85]、1991年（平成3年）に売上高約73億円を上げたが2005年（平成17年）2月期には売上高約23.42億円へと落ち込み[85]、2005年（平成17年）4月28日に当店の入るサンプラザの3倍以上の売場面積64,344m2のイオン苫小牧ショッピングセンターが苫小牧市東部の柳町に開業するなど更なる競争激化が生じたこと[89] やダイエーの業績悪化に伴う経営再建の影響で2005年（平成17年）11月30日に閉店した[85]。
閉店後は2006年（平成18年）2月24日に地下食品売り場の北海道内大手スーパーのラルズマート苫小牧駅前店[90](売り場面積2,500m2)やドラッグストアのビッグドラッグ[91]、暮らしの衣料ショウエーなどが出店し[92]、同年3月17日にサンプラザからegao(エガオ)へ名称変更して新装開店している[93]。
しかし、2011年（平成23年）2月28日にモンベルが撤退して5階が完全閉鎖となり[94]、同年9月に1階のコムサイズムが閉店したことを受けて3階から1階にスポーツ用品店と文具店が移転してその跡に4階のテナントの移転が相次いだため4階の半分は閉鎖状態になり[95]、更に1階に移転したスポーツ用品店と文具店が2012年（平成24年）1月15日に[95]、ラルズマート苫小牧駅前店が2013年（平成25年）4月30日午後3時に[96]、くまざわ書店が同年8月5日に閉店するなど空き店舗の増加と集客力の低下が生じている[97]。
ビルを所有・管理していたサンプラザが8期連続の赤字決算となって2011年（平成23年）9月期からは債務超過に陥ったため、2014年（平成26年）4月5日に事後処理を弁護士に一任して同月11日に札幌地方裁判所苫小牧支部に準自己破産申請した[98]。
破産手続き開始決定後に電気料金など管理費用が発生することから裁判所が破産手続き費用として1150万円の予納命令を出したが、同社側が支払いを行なえなかったことから、2014年（平成26年）5月13日付で破産申し立てが裁判所から却下される事態となった[98]。破産申し立てが却下されたことから今後は私的整理の形で任意売却を進められることになった[98]。
テナントで構成するエガオ専門店店主会が2014年（平成26年）4月10日に自主運営委員会を設立し、従来の賃貸借契約をベースに同委員会がテナント料を徴収して運営経費に充てる形で営業を継続したが[99]、同年8月末に自主営業も終了して閉鎖された[100]。
2016年（平成28年）2月3日にサンプラザの破産手続きの第1回債権者集会で土地建物の所有権のうち同社の持ち分を苫小牧市に寄付する方針について大口債権者などの了承を得たことから、同月23日に札幌地方裁判所に寄付の許可を申請して同日付で許可の決定を受け、翌月の3月1日付で苫小牧市に所有権を移転した[101]。サンプラザを含めて29の所有権者がいたが、他の28名中26名も苫小牧市に無償で権利を譲渡[101]。再開発のための権利一本化を目指して苫小牧市は残る権利者にも協力を求めている[101]。
- 幌別店（旧:めいんぼう→西村、1976年（昭和51年）4月[22]2日 - 2002年（平成14年）4月21日[102]） 登別市千歳町1-4-3[103]
延べ床面積約1,944m2[44]、店舗面積1,500m2[22]。
地場スーパー「めいんぼう」として開店した後、西村に吸収され「コンシュマーズマート幌別店」となった。[要出典]西村がダイエーグループに入って旧函館ダイエーに営業権が譲渡された関係で1993年（平成5年）10月15日に北海道SMダイエーの店舗となった[23]。
- 静内店×（旧:ニセコ商事→西村→北海道SMダイエー、1975年（昭和50年）10月[22] - 2005年（平成17年）12月15日[104]） 静内郡静内町御幸町1-44[22]（現：日高郡新ひだか町）
延べ床面積約1,855m2[44]、店舗面積約1,370m2[22]。
建物は現存していない。ボウリング場を改装した店舗だった。跡地は道営住宅になっている。[独自研究?]
- 倶知安店×（旧:ニセコ商事→西村、1963年（昭和38年）5月[44] 29日 - 2006年（平成18年）1月31日[105]） 虻田郡倶知安町南1条西1-27[13][44]
店舗面積約2,432m2[106]。
1946年（昭和21年）創業し、1963年（昭和38年）8月に設立されたニセコ商事が運営する地場スーパー「ニセコストア」の本店として開店した[107]。1980年（昭和55年）1月にダイエーと業務提携した西村と1981年（昭和56年）に業務提携し[28]、西村に吸収され「コンシュマーズマート倶知安店」となった。[要出典]西村がダイエーグループに入って旧函館ダイエーに営業権が譲渡された関係で1993年（平成5年）10月15日に北海道SMダイエーの店舗となった[23]。2009年（平成21年）9月から店舗跡の建物の解体工事が行われ[108]、建物は現存しない。倶知安町が英語圏の観光客が多いためか、店内には英語表記の案内が多かった。[独自研究?]
- 岩内店 → グルメシティ岩内店（旧:ニセコ商事→西村→北海道SMダイエー、1963年（昭和38年）5月29日 - 2010年（平成22年）12月31日[広報 8][109]）岩内郡岩内町字万代7-4[106][109]
店舗面積約1,491m2[106]。閉店時の直営店舗面積約1,185m2[広報 8]
ニセコ商事が運営する地場スーパー「ニセコストア」として開店した後[110]、1980年（昭和55年）1月にダイエーと業務提携した西村と1981年（昭和56年）に業務提携し[28]、西村に吸収され「コンシュマーズマート岩内店」となった。[要出典]
- ハイパーマート滝川店 → 滝川店（1996年（平成8年）11月30日 - 2015年（平成27年）8月31日[4]） 滝川市東町2-25-3
2015年（平成27年）9月1日にイオン北海道が継承し[4]、同月1日に「イオン滝川店」として新装開店[111]。
- 富川店 → グルメシティ富川店（旧：西村→北海道SMダイエー→グルメシティ北海道、1991年（平成3年）11月2日[112] - 2015年（平成27年）8月31日[4]） 沙流郡門別町富川410[112]（現：日高町）
店舗面積3,794m2[112]。
2015年（平成27年）9月1日にマックスバリュ北海道が継承[4]

#### 道東
- ハイパーマート釧路店（旧:北海道ダイエー） → ハイパーマート釧路店（1989年（平成元年）11月23日[113] - 2000年（平成12年）8月31日）→ 7852：ディー・ハイパーマート釧路店（2000年（平成12年）9月1日[広報 6] - 2002年（平成14年）8月25日[113]） 釧路市貝塚3-2-28[113]
JR北海道東釧路駅前に直営店として株式会社シチケンが所有する建物内に開店。米国流通を参考に展開したハイパー業態店舗として1989年（平成元年）11月に国内第一号のハイパーマートブランドとなった[114]。1999年（平成11年）8月1日に株式会社ダイエー・ハイパーマートに[広報 7]、さらに2000年（平成12年）9月1日に株式会社ディー・ハイパーマートに移管された[広報 6]。
閉店後は2003年（平成15年）7月25日にコープさっぽろ貝塚店が出店した[115]。

#### 道北
- 旭川店（旧:北海道ダイエー、1984年（昭和59年）1月2日[35] - 2005年（平成17年）9月30日[116]） 旭川市豊岡3-2[117] SC名称:豊岡ショッピングセンター（現：アモールショッピングセンター）
旭川電気軌道株式会社が所有する建物に[118] 非食品部門のテナントとして出店[119]（食品部門は旭川電気軌道のスーパーマーケット「旭友ストアー」が営業）。経営再建計画の閉鎖店舗にリストアップされ閉店した。
敷地面積約37,065m2[117]、鉄筋コンクリート造地上4階建て塔屋2階[117]、延べ床面積約33,076m2[117]、店舗面積約9,831m2[117]（当社店舗面積約6,000m2[117]）、駐車台数約500台[117]。
店舗面積7,887m2[広報 9]。2002年（平成14年）3月16日にカテゴリーバリューセンターとして新装開店した[広報 9]。
2007年（平成19年）1月1日の契約満了前に撤退する場合は違約金5億円を支払う取り決めだったために閉店後も「賃貸契約は継続している」として賃料を支払い続けて違約金支払を避けようとしていたが、設備を搬出せずに放置したまま鍵も返還せずに閉鎖し続けていたため旭友ストアーの運営や周辺環境に悪影響を与えるとして2005年（平成17年）11月4日までに明け渡しを求める訴訟を旭川地方裁判所に起こされる事態に発展した[118]。
閉店後も同居していた旭友ストアーアモール店などは引き続き営業してアモールショッピングセンターとして営業し[118]、2006年（平成18年）9月22日からダイエーの店舗跡に家具店などが開店して全館での営業を再開した[120]。
なお旭友ストアーについては、2010年（平成22年）のに旭友ストアーが事業を撤退した際に店舗をコープさっぽろに継承、賃貸契約を結んで営業することになった[121][122]。しかしこれも2019年（令和元年）10月31日をもって閉店。2020年（令和2年）3月27日にはイオン北海道が「ザ･ビッグ アモール店」を開業した[123]。
- 旭川近文店（1996年（平成8年）5月[124] 23日 - 1999年（平成11年））→ 4768：ハイパーマート旭川近文店（1999年（平成11年）8月1日[広報 7] - 2000年（平成12年）9月30日[48]）旭川市緑町12-2719-1
店舗面積約11,000m2[44]、延べ床面積約20,336m2[44]。
直営店舗として開店後、株式会社ダイエー・ハイパーマートへ移管された[広報 7]。株式会社ディー・ハイパーマートへは移管されずに閉店[広報 10]。
閉店後はヤマダデンキテックランド旭川店が出店している（令和5年4月1日現在；大規模小売店舗立地法に基づく届出状況による[125]）。

#### 道南
- 中道店 → グルメシティ中道店（旧:ボーニストア→函館ダイエー→北海道SMダイエー、1977年（昭和52年）9月3日[126] - 2007年（平成19年）8月18日[127]） 函館市中道2-3-1[16]
延べ床面積約1,345m2[126]、店舗面積1,034m2[126]。直営店舗面積1,034m2[16]。
土地および2階建ての建物を30年の賃借契約のうえで開店、当初は2階が衣料品売場だったが、のちに縮小し、1階の売り場面積約660m2のみで営業していた小型店だった[127]。
1990年（平成2年）3月1日に同じくダイエーと業務提携を行っていた「ホリタ」と合併して「函館ダイエー」となり[128]、道央進出に伴って1993年（平成5年）10月15日に社名を「北海道SMダイエー」と変更した[23]。
- 亀田八幡店 → グルメシティ亀田八幡店（旧:ボーニストア→函館ダイエー→北海道SMダイエー、1978年（昭和53年）11月30日[129] - 2007年（平成19年）8月28日[127]） 函館市亀田町12-11[13]
延べ床面積約997m2[129]、売場面積969m2[129]
ボウリング場だった平屋建物を活用して開店した店舗[127]。売り場面積約660m2の小型店だった[127]。
1989年（平成元年）6月17日にダイエーのノウハウを導入して改装し、新装開店した[130]。
1990年（平成2年）3月1日に同じくダイエーと業務提携を行っていた「ホリタ」と合併して「函館ダイエー」となり[128]、道央進出に伴って1993年（平成5年）10月15日に社名を「北海道SMダイエー」と変更した[23]。
- 湯川電停前店 → グルメシティ湯川電停前店×（旧:ボーニストアー→函館ダイエー→北海道SMダイエー、1973年（昭和48年）11月5日 - 2008年（平成20年）7月19日） 函館市湯川町2-25-3[13]
1990年（平成2年）3月1日に同じくダイエーと業務提携を行っていた「ボーニストア」と合併して「函館ダイエー」となり[128]、道央進出に伴って1993年（平成5年）10月15日に社名を「北海道SMダイエー」と変更した[23]。建物は取り壊されて現存していない。
- グルメシティ棒二森屋店（2009年（平成21年） - 2015年（平成27年）8月31日） 函館市若松町17-12 [131]
百貨店「棒二森屋」（2019年1月31日閉店）の地下食品売り場を運営していた[132]。
2015年（平成27年）9月に改装して直営化し、同月9日に成城石井などが入居して一部が先行開業し、同月25日に全面開業することになった[132]。

- 五稜郭店 → グルメシティ五稜郭店[133]×（旧:ホリタ→函館ダイエー→北海道SMダイエー、1970年（昭和45年）11月16日[134][135] - 2009年（平成21年）5月31日[133]） 函館市本町24-13[136]
敷地面積約1,781m2[136]、地下1階地上7階建て[136]、延べ床面積約10,002.5m2[136]、店舗面積約6,099.7m2[136]、駐車台数約20台[136]。
1970年（昭和45年）に地場スーパーホリタとして開店[133]。道南のダイエーグループの店舗では棒二森屋・上磯店に次いで店舗面積が広い中核店舗（売り場面積約8,000m2[137]）で、地下通路で丸井今井函館店繋がっていて共存共栄していた地上7階、地下1階のGMSであった[137]。
1990年（平成2年）3月1日に同じくダイエーと業務提携を行っていた「ボーニストア」と合併して「函館ダイエー」となり[128]、道央進出に伴って1993年（平成5年）10月15日に社名を「北海道SMダイエー」と変更した[23]。1998年（平成10年）2月期の売上高約28億円から2007年（平成19年）2月期には約18億円まで落ち込んだ上、店舗の老朽化や駐車場確保の難しくなってきていることなどを理由に2009年（平成21年）5月31日に閉店となった[137]。
店舗跡は2014年（平成26年）4月8日から解体工事が行われ、2016年（平成28年）12月には4階以下に商業施設が入居して5階以上は分譲マンションとなる地上19階建てのマンション併設の商業ビルを建設することとなった[138]。地下1階から4階は「無印良品」を核店舗とする商業施設・公共施設「シエスタハコダテ」（2017年4月22日開業）、5階から19階はマンション「プレミストタワー函館五稜郭」となった[139]。

- さいか店×（旧:函館ダイエー→北海道SMダイエー、ボーニストア1976年（昭和51年）10月[140][141] - 1995年（平成7年）1月） 函館市松風町
老舗百貨店のさいかデパート内に出店。[要出典]
1990年（平成2年）3月1日に同じくダイエーと業務提携を行っていた「ボーニストア」と合併して「函館ダイエー」となり[128]、道央進出に伴って1993年（平成5年）10月15日に社名を「北海道SMダイエー」と変更した[23]。営業赤字を継続的に出していたため、閉鎖。[要出典]
その後、1998年（平成10年）8月にデパート自体も閉鎖された。[要出典]
- 田家店 → グルメシティ田家店×（旧:ホリタ→函館ダイエー→北海道SMダイエー[133]、1972年（昭和47年）8月25日 - 2009年（平成21年）8月23日） 函館市田家町14[13]
1990年（平成2年）3月1日に同じくダイエーと業務提携を行っていた「ボーニストア」と合併して「函館ダイエー」となり[128]、道央進出に伴って1993年（平成5年）10月15日に社名を「北海道SMダイエー」と変更した[23]。
1997年（平成9年）に24時間営業になった[142]。

- 山の手店 → グルメシティ山の手店（旧：ホリタ→函館ダイエー→北海道SMダイエー→グルメシティ北海道、1989年（平成元年）4月26日[143] - 2012年（平成24年）8月31日[広報 11]） 函館市山の手2-53[13]
平屋建て・延べ床面積約830m2[144]、店舗面積約500m2[144]。駐車台数約40台[144]。
1990年（平成2年）3月1日に同じくダイエーと業務提携を行っていた「ボーニストア」と合併して「函館ダイエー」となり[128]、道央進出に伴って1993年（平成5年）10月15日に社名を「北海道SMダイエー」と変更した[23]。

- 湯川店 → グルメシティ湯川店 → 湯川店（2代）（旧：ホリタ→函館ダイエー→北海道SMダイエー→グルメシティ北海道、1981年（昭和56年）10月1日[145] - 2015年（平成27年）8月31日[146]） 函館市湯川町3-14-15[147]
敷地面積約8,000m2[148]、延べ床面積約12,007m2[16]、店舗面積6,047m2[16]。駐車台数約600台[148]。
ホクシー函館工場跡にテーオー小笠原グループのテーオーハウスが建設したビルの核店舗のホリタショツパーズプラザ湯の川店として開店した[147]。
1990年（平成2年）3月1日に同じくダイエーと業務提携を行っていた「ボーニストア」と合併して「函館ダイエー」となり[128]、道央進出に伴って1993年（平成5年）10月15日に社名を「北海道SMダイエー」と変更した[23]。
2015年（平成27年）9月1日にイオン北海道が継承[146]。イオン湯川店となった。ただし、営業継承時には店舗の建物に取り付けられた看板の変更は行われず、遅れて交換されることになった[146]。

- 柏木店 → グルメシティ柏木店（旧：ホリタ→函館ダイエー→北海道SMダイエー→グルメシティ北海道、1975年（昭和50年）12月1日[126] - 2015年（平成27年）8月31日[146]） 函館市柏木町11-1[16]
延べ床面積約8,092m2[126]、売場面積1,489m2[126]。
1990年（平成2年）3月1日に同じくダイエーと業務提携を行っていた「ボーニストア」と合併して「函館ダイエー」となり[128]、道央進出に伴って1993年（平成5年）10月15日に社名を「北海道SMダイエー」と変更した[23]。
2015年（平成27年）9月1日にマックスバリュ北海道が継承[146]。マックスバリュ柏木店となった。その後、2019年6月30日に閉店した[広報 12]。
- 万代店 → グルメシティ万代店（旧：ボーニストア→函館ダイエー→北海道SMダイエー→グルメシティ北海道、1976年（昭和51年）9月23日[126] - 2015年（平成27年）8月31日[146]） 函館市万代町1-16[16]
延べ床面積約2,654m2[126]、店舗面積1,488m2[126]。直営店舗面積1,351m2[16]。
1990年（平成2年）3月1日に同じくダイエーと業務提携を行っていた「ホリタ」と合併して「函館ダイエー」となり[128]、道央進出に伴って1993年（平成5年）10月15日に社名を「北海道SMダイエー」と変更した[23]。
2015年（平成27年）9月1日にマックスバリュ北海道が継承[146]。マックスバリュ万代店となった。
- 富岡店 → グルメシティ富岡店×（旧:ホリタ→函館ダイエー→北海道SMダイエー、1972年（昭和47年）11月10日[126] - 2013年（平成25年）9月30日[広報 13]） 函館市富岡町1-24-1[13]
延べ床面積約1,048m2[126]、売場面積485m2[149] → 579m2[126]。閉店時の直営店舗面積約469m2[広報 13]。
1990年（平成2年）3月1日に同じくダイエーと業務提携を行っていた「ボーニストア」と合併して「函館ダイエー」となり[128]、道央進出に伴って1993年（平成5年）10月15日に社名を「北海道SMダイエー」と変更した[23]。
- 弁天店 → グルメシティ弁天店（旧：ボーニストア→函館ダイエー→北海道SMダイエー→グルメシティ北海道、? - 2015年（平成27年）8月31日[150]） 函館市弁天町11-16[13]
店舗面積約333m2で駐車台数5台の小型店であった[150]。
1989年（平成元年）6月3日にダイエーのノウハウを導入して改装し、新装開店した[130]。
1990年（平成2年）3月1日に同じくダイエーと業務提携を行っていた「ホリタ」と合併して「函館ダイエー」となり[128]、道央進出に伴って1993年（平成5年）10月15日に社名を「北海道SMダイエー」と変更した[23]。
2015年（平成27年）9月1日にマックスバリュ北海道が継承し、マックスバリュ弁天店となった[150]。
- 深堀店 → グルメシティ深堀店（ボーニストア1972年（昭和47年）12月1日[151] - 2015年（平成27年）8月31日[146]） 函館市深堀町3-20[13]
延べ床面積約1,695m2[126]、店舗面積約1,459m2[151]
1982年（昭和57年）11月19日に日用雑貨売り場を2階に異動させて1階の食品売り場を拡充するなどの改装を行って新装開店した[151]。
1989年（平成元年）5月20日にダイエーのノウハウを導入して改装し、新装開店した[130]。
2015年（平成27年）8月31日に建て替えのために閉店[146]。閉店されていたものの、函館市の他のグルメシティ同様、2015年9月1日にマックスバリュ北海道に継承された[広報 14]。2019年7月26日にマックスバリュ深堀店として再開業した[152]。
- 花園店（1978年（昭和53年）10月 - ?） 函館市花園町11-36[13]
店舗面積約1,450m2[153]、駐車台数約200台[153]。
三越のバラエティストアをモデルとした棒二森屋系の食品スーパーとして開業した[153]。
1982年（昭和57年）9月10日に日用雑貨やベビー用品の売り場を2階に異動させて1階の食品売り場を拡充するなどの改装を行って新装開店した[153]。
1989年（平成元年）7月1日にダイエーのノウハウを導入して改装し、新装開店した[130]。
1階が食料品売り場で2階が衣料品売り場の店舗であった[130]。
跡地はオカモトが運営するリサイクルショップ「なんでもリサイクルビッグバン函館花園店」となっている[要出典][広報 15]。
- ハイパーマート上磯店 → 上磯店（1993年（平成5年）10月29日[154] - 2015年（平成27年）8月31日[146]） 北斗市七重浜4-44-1[16]
敷地面積約60,559m2に延べ床面積約30,413m2の建物を建設して開業した[155]。
売り場はワンフロアに集約されており、開業時には総売り場面積は約16,033m2で直営売り場面積約12,000m2に専門店4,033m2が併設されていた[156]。開業時の駐車台数は約2,000台であった[155]。
2015年（平成27年）9月1日にイオン北海道が継承[146]。イオン上磯店となった[146]。ただし、営業継承時には店舗の建物に取り付けられた看板の変更は行われず、遅れて交換されることになった[146]。

- 伊達店 → グルメシティ伊達店（旧:ホリタ[157]→函館ダイエー→北海道SMダイエー[157]、1986年（昭和61年）12月5日[158] - 2009年（平成21年）9月30日[159]） 伊達市梅本町37[160]
敷地面積約8,246m2[160]、延べ床面積約4,455m2[160]、店舗面積2,000m2[160]。
鉄筋コンクリート造平屋建てで、屋上駐車台数約110台と平面駐車場約210台を併設していた[160]。
ホリタ伊達店として開店[157]。
1990年（平成2年）3月1日に同じくダイエーと業務提携を行っていた「ボーニストア」と合併して「函館ダイエー」となり[128]、道央進出に伴って1993年（平成5年）10月15日に社名を「北海道SMダイエー」と変更した[23]。2009年（平成21年）の会社分割による吸収合併でグルメシティ北海道の店舗がダイエー直営になった[133] が、閉鎖が決まっていたため最後まで譲渡されず[161] グルメシティ北海道唯一の店舗として1ヶ月近く営業し、閉店した。最後の売り場面積は2,374m2だった[157]。
閉店後の店舗跡には[162]大規模な改装を行わない居抜き出店の形で[163] 2009年（平成21年）11月26日にラルズのスーパーマーケット「スーパーアークス伊達店」が開店した[164]。
- 八雲店 → グルメシティ八雲店（旧：函館ダイエー→北海道SMダイエー→グルメシティ北海道、1993年（平成5年）6月[16] - 2015年（平成27年）8月31日[4]） 二海郡八雲町東雲町20-5[16]
店舗面積2,779m2[16]、延べ床面積約3,855m2[16]。
道央進出に伴って1993年（平成5年）10月15日に社名を「北海道SMダイエー」と変更した[23]。
2015年（平成27年）9月1日にマックスバリュ北海道が継承[4]。マックスバリュ八雲店となった。

## 東北地区
1972年（昭和47年）に山形店を開店して進出した。
2005年（平成17年）11月30日までに仙台店を除く全店舗を閉鎖、2016年（平成28年）3月1日に本州の総合スーパー29店舗が「イオンリテールストア」に承継されて 仙台店の運営が「イオンリテール」に移管され、2016年（平成28年）3月8日に閉店したことで完全撤退した。

### 青森県

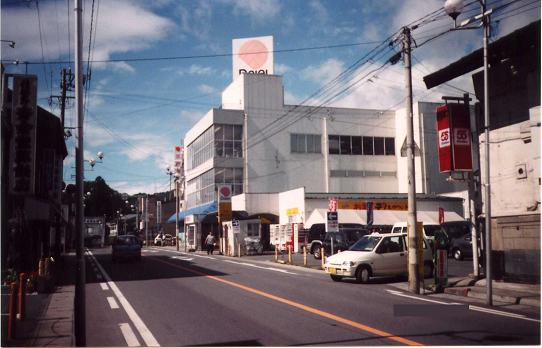
三戸ダイエー

- 三戸ダイエー×（旧：グリーンプラザ、1982年（昭和57年）6月[172] - 2002年（平成14年）10月26日[173][174]） 三戸郡三戸町八日町12-2 SC名称:三戸ダイエー
子会社であった、東北スーパーマーケットダイエー[173] のグリーンプラザ時代からの運営店舗。ダイエー三戸店ではなく、三戸ダイエーという店舗名だった。建物は取り壊され、跡地には2003年（平成15年）にユニバース三戸八日町店が出店[175]。
- ショッパーズ弘前店（1994年（平成6年）3月4日[176] - 2005年（平成17年）10月31日[177]） 弘前市駅前町9-20 SC名称:弘前駅前地区再開発ビル
弘前駅前地区再開発ビル「ジョッパル」[178] の核店舗として出店した直営店舗面積14,000m2の店舗であった[179]。
子会社であった、ショッパーズ弘前の運営店舗。経営再建計画に盛り込まれた子会社の清算により閉店した。
ダイエー撤退後には、その店舗跡に他の店舗を招致して営業を継続したものの、弘前市が30%を保有する筆頭株主になっている第三セクターのビル運営会社弘前再開発ビルはピークとなった2001年（平成13年）3月期の約10億円強の売り上げのうち約95%をダイエーが占める極端な核店舗依存であったため、ダイエー撤退直後の2006年（平成18年）1月期に売上高約5.89億円で約3.19億円の赤字に陥るなど債務超過となった[178]。
そのため、2007年（平成19年）1月9日に民事再生法適用を青森地裁弘前支部に申請して[178] 再建計画が進めたが、2009年（平成21年）10月2日に負債総額約40.6億円を抱えて民事再生手続き廃止を申し立て同29日に破産手続きの開始決定を受けることになった[180]。
民事再生手続き廃止による破産手続きへの移行に伴い、同月18日に商業テナントが閉鎖となり、25日に弘前市駅前市民ホールが閉鎖となって全館が閉鎖され、「ジョッパル」としての営業に終止符を打った[180]。
2011年（平成23年）9月に地元経済人によって設立された「マイタウンひろさき」が新たな運営会社となり[181]、3階全体約5,000m2を弘前市駅前分庁舎「ヒロロスクエア」として取得して子育て支援センターなどが入居する官民複合のビルHIRORO(ヒロロ)として[182]、2013年（平成25年）7月27日に開業した[181]。弘前駅から徒歩3分である。

### 岩手県
- 盛岡店×（1973年（昭和48年）5月18日[183] - 2005年（平成17年）11月27日[184]） 盛岡市大通2-8-19[7] SC名称:岩手自販ビル（旧:盛岡ショッパーズプラザ）
地下1階地上5階建て[183]、店舗面積約10,440m2[183]。
1973年（昭和48年）5月に盛岡大通商店街の一角にあった岩手自販株式会社が所有する建物に店舗面積8,900m2で出店し[185]、地元商店街と共同セールを行うなど中心街の中核店舗の一つとして機能していたが[185]、郊外への競合する大型店の出店で売上が低迷したため経営再建計画の閉鎖店舗の一つとされ[185]、2005年（平成17年）11月27日に閉店した[184]。
閉店後は改装が予定されていたが[186]、建物の老朽化やそれに伴う耐震面の不安から店舗は解体され[186]、商業ビルMOSSの立体駐車場となった。
また、盛岡店の平面駐車場跡地に[186] は2006年（平成18年）12月9日にMOSSビルが建築されて開業した[187]。
- 水沢ダイエー[188] → 水沢店×（旧：ヤマニ三春屋[188]、1992年（平成4年） - 1992年（平成4年）9月1日直営化 - 1998年（平成10年）7月31日） 水沢市（現・奥州市水沢）中町133[188] SC名称:水沢ダイエー
青森県八戸市の三春屋が1980年（昭和55年）6月に元魚市場跡に開店した「ヤマニ三春屋」が前身で[188]、1981年（昭和56年）4月にダイエーが買収[189]、1989年（平成元年）11月に水沢ダイエーと改称[188]、1992年（平成4年）9月1日に直営化した。売り場面積9,003m2[190]。
当時の建物は解体され[191]、跡地には岩手銀行と水沢信用金庫の支店が移転した。[要出典]
- 一関ダイエー → 一関店（旧：ヤマニ三春屋、1981年（昭和56年）4月にダイエーが買収[192] - 1992年（平成4年）9月1日直営化 - 2002年（平成14年）5月31日[193]） 一関市大町4-29SC名称:一関銀座ショッピングセンター2号館
一関では三大百貨店として並び称された[194]「東光デパート」の跡地に開業[195]。1985年（昭和60年）にダイエーとして再開店[195]。1992年（平成4年）9月1日に直営化した。
直営店舗面積約6,519m2[49]。
閉店後、東北銀行一関支店とパチンコ店「NICE」は引き続き営業を続けたほか、地元の出資で2005年（平成17年）6月に設立された一関まちづくり株式会社が[196] 後継テナントとして2005年（平成17年）7月21日に生鮮品を含む食品や工芸品・特産品などを販売する「新鮮館おおまち」が1階に開店した[197]。
店舗跡の土地と建物がダイエーから市に無償譲渡されたため、公設民営方式のコミュニティFM局一関コミュニティFM（愛称はFMあすも）が入居、2012年（平成24年）4月29日に開局することになった。大規模地震など災害時の情報提供に主眼を置きつつ通常は行政やイベント情報、音楽番組などを放送する[198]。
- 二戸ダイエー×[44]（1981年（昭和56年）2月[199] - 2001年（平成13年）2月28日） 二戸市福岡八幡下69-3[200] SC名称:二戸サンパーク[200][44]
延べ床面積約7,321m2[200]、店舗面積約3,500m2[200]。
国道4号沿いの阿要商事が開発した「阿要製材所」跡地への出店[200]。
1981年（昭和56年）2月に中三二戸店（店舗面積約3,500m2）として開業し[201]、1982年（昭和57年）7月に中三の完全子会社「二戸中三」として分離独立した[199]。
1983年（昭和58年）にダイエーとFC契約[199]。
旧子会社である株式会社グリーンプラザが運営[202]（東北スーパーマーケットダイエー）。
閉店後建物は取り壊され隣接するユニバース二戸福岡店の駐車場となり、ユニバース閉店後跡地には2016年（平成28年）10月に薬王堂二戸福岡店が出店した。[要出典]
- 中の橋店×（1993年（平成5年）[202] - 2002年（平成14年）10月27日[173]） 久慈市新中の橋第37地割63-1[203]
旧グリーンプラザ中の橋ショッピングセンター[202]。
東北スーパーマーケットダイエーの経営で[173]、お酒のディスカウントストア プライスセーバーを併設していた。[要出典]
当時の建物は建替えられ、ジョイス久慈中の橋店となった。[要出典]
- ショッピングプラザ店×（1986年（昭和61年）[202] - 2002年（平成14年）10月28日[173]） 久慈市中町2-5[204]
店舗面積約3,776m2[204]。
旧ショッピングプラザ緑屋[202]。建替えが実施されており、閉鎖後は道の駅やませ土風館。[要出典]
二戸ダイエーからショッピングプラザ店の3店舗は、旧子会社である東北スーパーマーケットダイエー（旧株式会社グリーンプラザ）が運営していた[173]。

### 宮城県

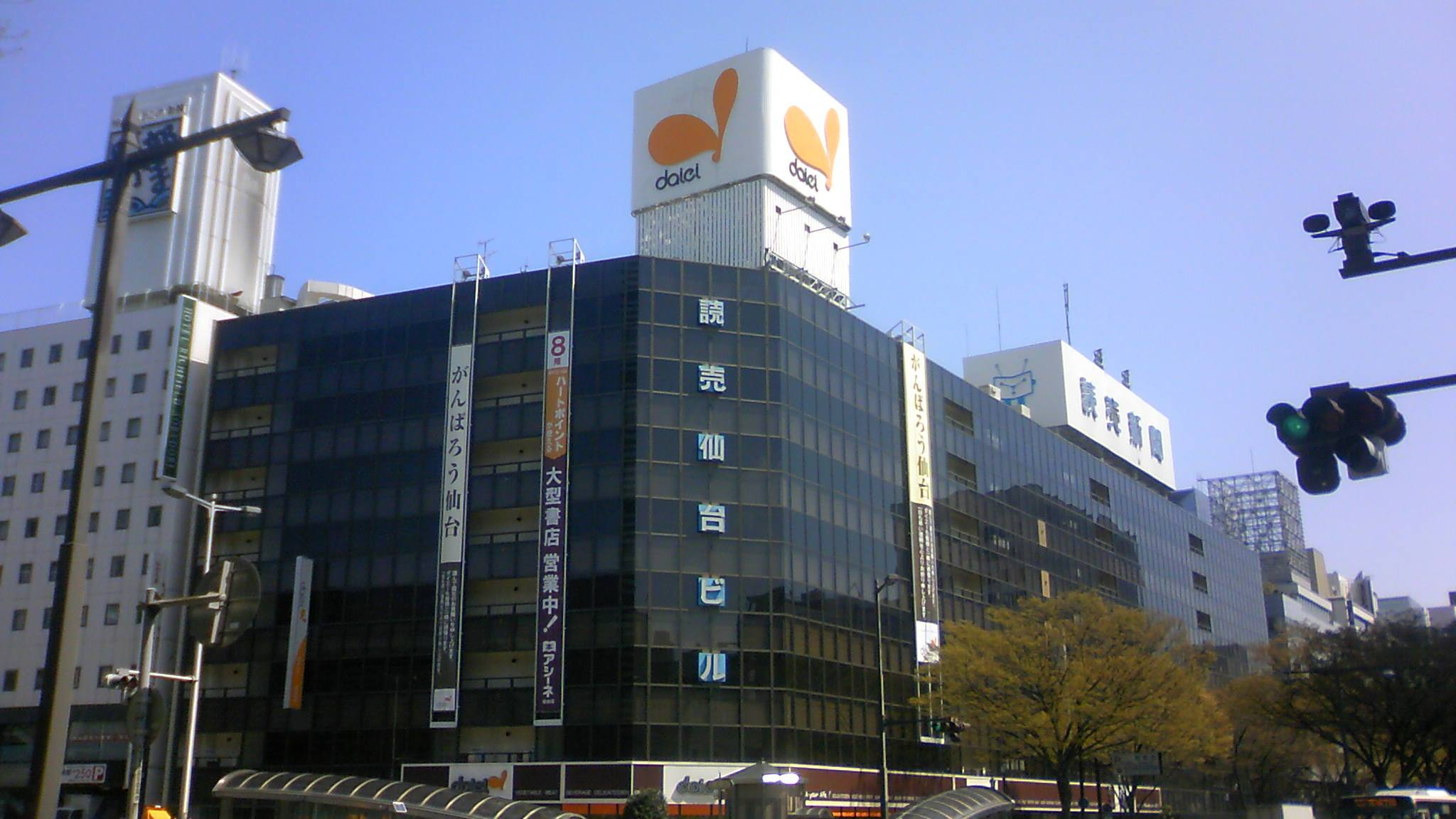
仙台店

- 仙台店（1975年（昭和50年）9月9日[205] - 2016年（平成28年）3月8日[170][171]） 仙台市青葉区中央2-3-6[205] SC名称:読売仙台ビル・新伝馬町中央通りビル[16]
鉄骨鉄筋コンクリート造地下3階地上8階建て塔屋1階[205]、延べ床面積約51,088m2[205] 、店舗面積約20,212m2[16]。直営店舗面積約13,576m2[16]。
東日本大震災の際には震災2日後に他店に先駆けて営業を再開した[167]。
東北地区に最後まで残っていたダイエー店舗となった[167][168]。
2016年（平成28年）3月1日に本州の総合スーパー29店舗が「イオンリテールストア」に承継されて[166]、運営がイオンリテールへ移行し[167][168]、2016年（平成28年）3月12日にイオン仙台店として新装開店した[206][207][208]。イオンリテール東北事業本部は2021年（令和3年）9月にイオン東北と事業統合[169]。
2025年（令和7年）2月28日を以て賃貸借契約終了のため完全閉店した[209]。
- 泉店×（1988年（昭和63年）11月1日[210][211] - 2005年（平成17年）9月30日[86]） 仙台市泉区高玉町9-2[210] SC名称:仙台泉ショッピングセンター[210]
敷地面積約66,692m2[210]、鉄筋コンクリート造・鉄骨造地上3階建て塔屋1階[210]、延べ床面積約33,058m2[210]、店舗面積約13,000m2[210]。直営店舗面積約10,230m2[210]。駐車台数約1,300台[210]。
三井不動産株式会社が所有する建物に出店[210]。経営再建計画の閉鎖店舗にリストアップされ閉店した。
2005年（平成17年）6月28日に西友仙台泉店が入居する仙台泉ショッピングセンターがオープンした[212]。2011年の東日本大震災の影響で一時閉鎖したが、2012年3月に1階部分のみ再開。しかし、業績不振から2016年9月19日に閉店した。跡地は三井不動産によって「SPORTS LINK CITY FUN-TE（ファンテ）」として開発され、2017年12月1日に完成したスポーツ棟の記念式典を挙行した[213]。また、スポーツ棟と合わせファンテの主要施設である音楽とサッカーの融合施設「MIFA Football Park 仙台」と「WILD BEACH 仙台」が2018年4月23日にオープン[214]。さらに同年7月20日にはカインズ仙台泉店も跡地にオープンした[215]。
- 十字屋 仙台店（1972年（昭和47年）4月[216] 1日 - 1982年（昭和57年）3月ダイエーと業務提携[217] - 2005年（平成17年）11月30日[218]） 仙台市青葉区中央3-6 SC名称:仙台TRビル
1982年（昭和57年）3月にダイエー[217] の子会社となり、百貨店を経営していた十字屋 (百貨店)の店舗。十字屋の経営再建のため銚子店、館山店（共に千葉県）と共に閉店した。
閉店後、土地・建物を所有する仙台市の不動産会社「日本オフィスビル」から東急レクリエーションが一括して借り上げて[219] 2007年（平成19年）2月23日にヤマダデンキLABI仙台店を核店舗とする複合商業施設として再スタートした[220][221]。
- プチマート多賀城店×（1984年（昭和59年）9月 - 2002年（平成14年）10月20日[173]） 多賀城市
東北スーパーマーケットダイエーが経営していた[173]。
当時の建物は解体され、アパートとなった。[独自研究?]
- プチマート遠西店（1988年（昭和63年）5月 - 2002年（平成14年）10月20日[173]） 仙台市若林区沖野2-12
東北スーパーマーケットダイエーが経営していた[173]。
- プチマート長命が丘店（1985年（昭和60年）12月 - ?） 仙台市青葉区桜ケ丘7-40-38
大和リース株式会社がLOCシステムを活用した商業エリアとして開業した。閉鎖後はブックセンター湘南が運営するリサイクルショップとなり、同店閉店後解体され駐車場となった。現在、同地には大型商業施設「BRANCH仙台（ブランチ仙台）」が大和リース株式会社によりオープンした。[独自研究?]
宮城県のプチマート3店は旧子会社の東北スーパーマーケットダイエー（旧光商事）の運営店舗であった。[要出典]

### 福島県

#### 中通り

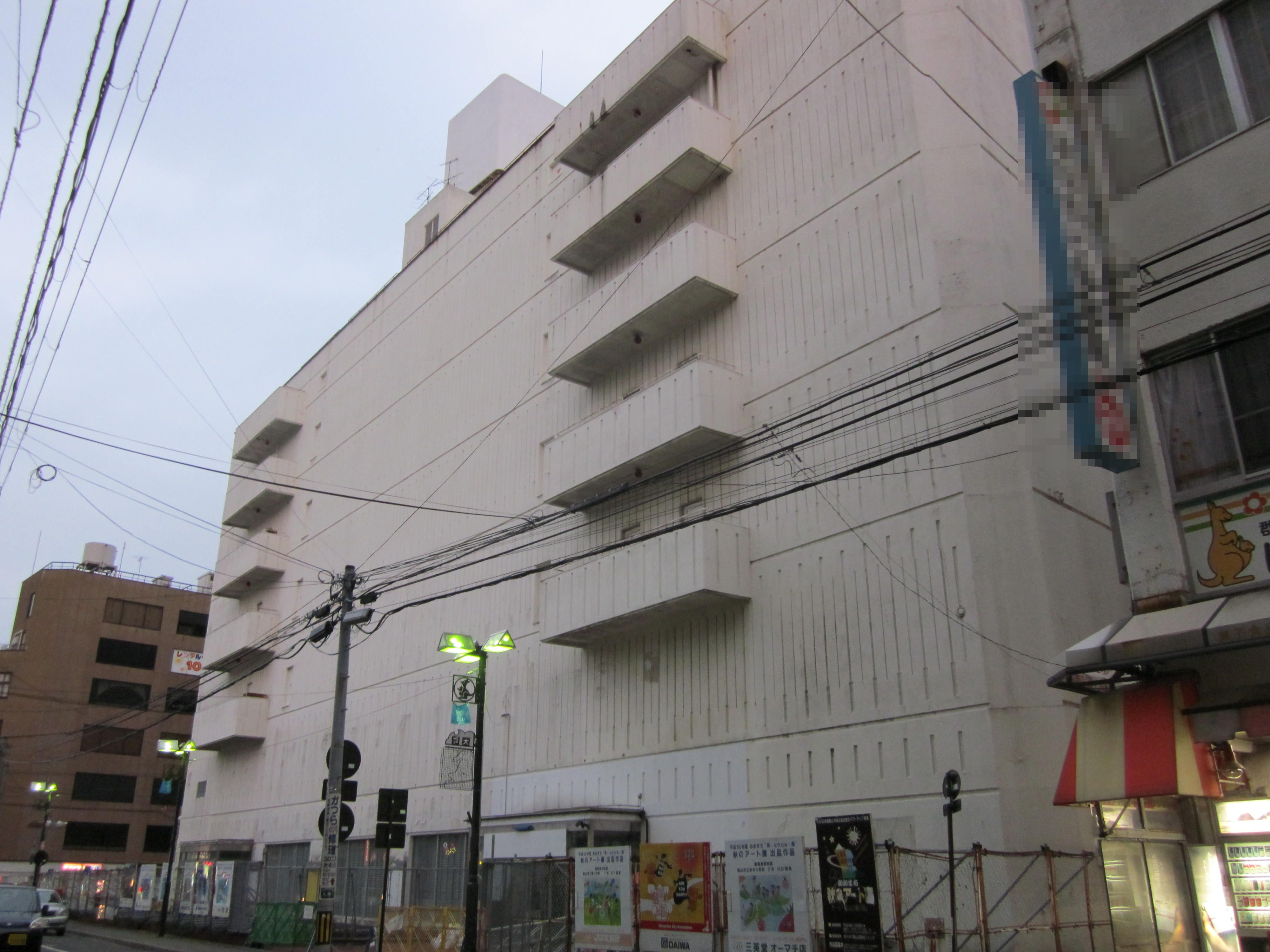
旧トポス郡山店（ダイエー郡山店）本館 大町商店街側入口

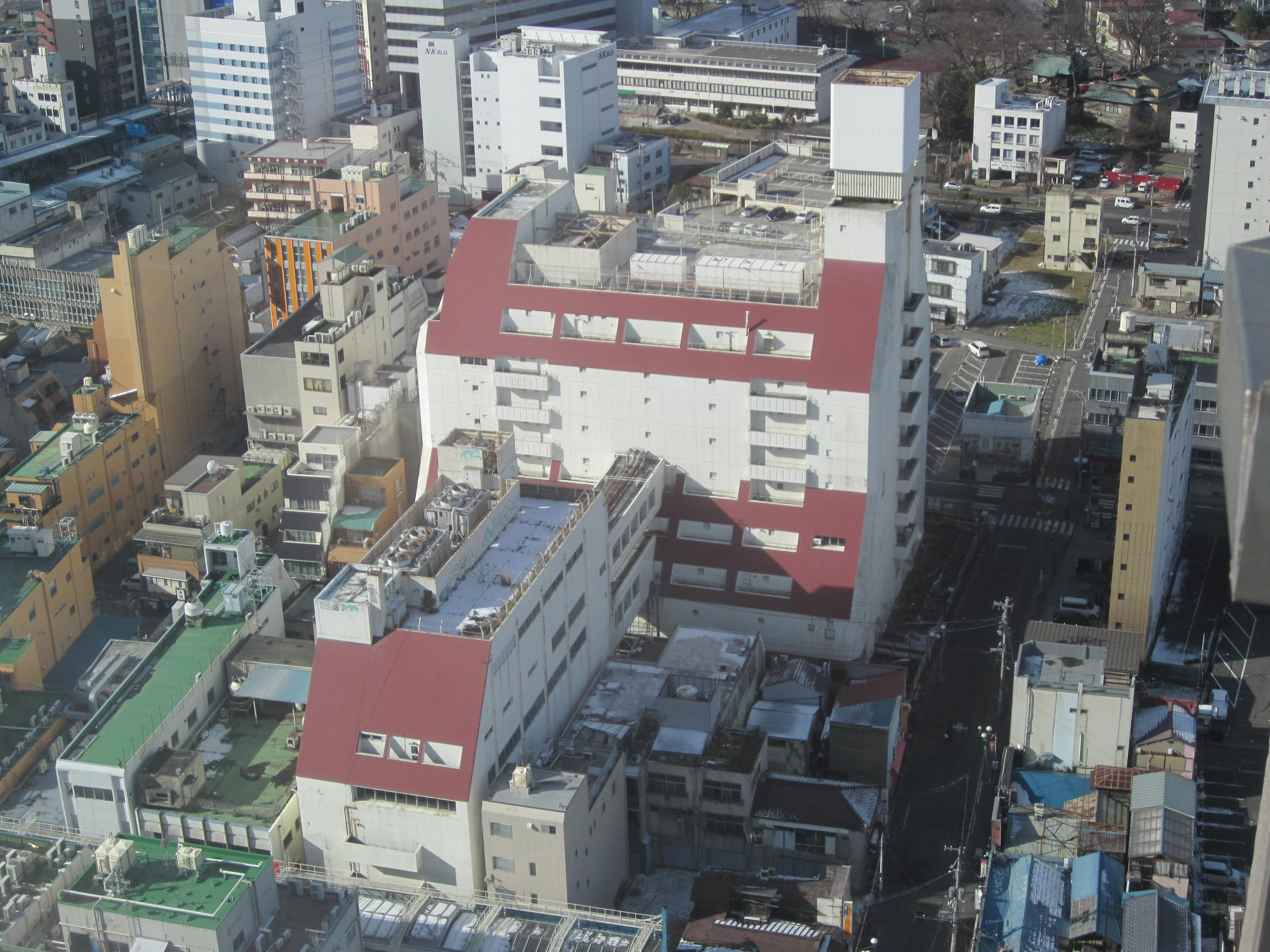
ビッグアイ22階から望む、旧トポス郡山店（本館・別館）

- 郡山店→トポス郡山店×（旧:ダイエー、1975年（昭和50年）11月25日[222] - 1994年（平成6年）11月30日[223][224]） 郡山市大町1-4-5[225] SC名称:大町第3ビル・大町東ビル
本館：地上11階[226][227][228]・地下1階[226][228]、別館：地上8階[226][227][注釈 3]。店舗面積 12,084m2[230]。本館・別館双方には、連絡通路が二層設置されていた。
地権者などが設立した「株式会社郡山大町センター」がビルを建設した「郡山大町センタービル」のテナントとして入居する形で出店した[227]。その際に、店舗の建設費用はダイエーから貸し付け、代わりにビルの土地・建物に対して1974年（昭和49年）から1975年（昭和50年）に抵当権を設定した[227]。
しかし、郡山駅西口再開発事業の遅れや駅前の中心地からやや離れているといった立地条件の影響で、開店以来赤字経営が続いていたため、店舗運営を1984年（昭和59年）9月1日付でダイエー100%出資の運営会社である「郡山ショッパーズプラザ」（後の郡山ダイエー）を設立し移行[231]。さらには、1989年（平成元年）6月10日には、市内西ノ内に開業したイトーヨーカドー郡山店への出店対策も重なり[230]、ディスカウントストア「トポス」に業態転換したものの改善せず[232][233]、約5年後の1994年（平成6年）11月に閉店[223][224]。
以降、本館と別館の2棟からなる大きな面積と規模を持つビルの使い道や、管理会社（郡山大町センター）側の固定資産税と都市計画税の滞納や[234][235]、ダイエー含む地権者側の抵当権の問題[236][237]、さらに億単位にも及ぶ解体費用等の問題も重なり[238]、20年以上放置され空きビル状態となっていた。
トポス閉店後にビルの利活用が長年進まなかったことから[233]、周辺の商店街がシャッター通り・歓楽街化し、建物の老朽化、さらに2011年（平成23年）3月11日以降の東北地方太平洋沖地震（東日本大震災）による度々起こる余震による建物への危険性[注釈 4]などもあり、長年に渡り郡山市内外の大きな課題となっていた。
しかし、別館部分が上記の震災により大規模半壊となり、連絡通路や郡山駅前で空きビルとなっていた丸井郡山店とともに、2013年（平成25年）度中に解体された[239]。
残った本館ビルについては、土地と建物が売却するために2014年（平成26年）に行われた入札で地元の不動産業者「エリート」が優先交渉権を獲得したものの[226][227]、ダイエーと市が設定している抵当権の問題となり[226][227][240]、実際の売却は2015年（平成27年）2月27日となった[226][227][240]。
ダイエーの約31.5億円に加えて10億円を超える市税滞納分について抵当権が設定されていたが[240]、跡地の資産価値は実勢で約4億円強と推測されていた[227]。
抵当権の解除に向けた交渉の結果、ダイエーと郡山市が抵当権の解除に同意[240]。その際に、「株式会社郡山大町センター」は売買代金の中から郡山市に対応分の一部として2250万円を納付すると共に、破産手続きを実施することになった[240]。また、取得した不動産業・エリート社は早期のビル解体すると共に、敷地を将来の郡山市の良好なまちづくりのため活用すること、が条件とされた[227]。
なお、異例といえる形で税を免除したことから[241]、税負担の公平性を失わせて利益供与を行ったとの疑惑が指摘されるなど[242]、市の差し押さえ解除は賛否が分かれている[243]。
2015年（平成27年）5月19日に本館解体工事の安全祈願祭が行われ[228][244]、同年6月1日から本格的な解体工事に入り[228]、翌年の2016年9月には解体完了。10月からは、別館跡地同様にコインパーキングとして運用を開始している。[独自研究?]
- 十字屋白河店×[245]（1961年（昭和36年）11月[30] - 2000年（平成12年）12月[246]） 白河市郭内38[247]
店舗面積2,485m2[30]。
白河市中心市街地のほぼ中央に立地していた[246]。

#### 浜通り
- ハイパーマートいわき店 → ディー・ハイパーマートいわき店[広報 10] → いわき店（1995年（平成7年）10月26日[248] - 2005年（平成17年）11月30日[249]）いわき市鹿島町米田日渡5 SC名称:いわきショッピングセンター
地元の不動産会社が所有する鹿島ショッピングセンターの核店舗として総床面積約38,0000m2のうち約12,000m2を使用して鹿島ショッピングセンターが運営する92店舗の専門店街[250]「エブリア (everia)」と一体となって営業し[251]、ピークとなった1998年（平成10年）2月期で売上高約68億円と[250] 当初目標の78億円[248] を達成出来なかった上2005年（平成17年）2月期に売上高約37億円まで落ち込んだため[250]、2005年（平成17年）11月30日に閉店した[249]。
当初は直営であったが、1999年（平成11年）8月1日に株式会社ダイエー・ハイパーマートに[広報 7]、さらに2000年（平成12年）9月1日に株式会社ディー・ハイパーマートに移管され[広報 10]、2001年（平成13年）4月28日に大幅な改装を行ってリニューアルオープンした[252]。さらに2002年（平成14年）9月1日に再度ダイエーが直営し、「ダイエーいわき店」になった。
当店以外の専門店街などは当店閉店後もそのまま営業を続け[250]、2006年（平成18年）4月21日にセブン&アイ・ホールディングス系の地元スーパーヨークベニマルのエブリア店が新たな核店舗の一つとして開店した[253]。
- カツミヤ原町店 → 原町ダイエー×（1934年（昭和9年）[254] - 1992年（平成4年）[255] - 1962年（昭和37年）3月21日[256] - ?閉店） 原町市旭町2-52[256][254][257]（現・南相馬市）
地上4階建て、延べ床面積 約9500m2、店舗面積約5,600m2（1992年の原町ダイエー当時）[255]。
原町市にあったスーパー・勝見屋（カツミヤ）の本店に当たる店舗。
1934年（昭和9年）に原町市に米穀店・松本正商店として[258]同地に創業[254]。1948年（昭和23年）7月24日に「株式会社 勝見屋」を設立した[254]。1954年（昭和29年）に衣料品中心となり、1962年（昭和37年）5月に衣料品スーパーとなった[254]。市内に店舗を増やすなどしてスーパーとして業務を拡大させた[259]。
しかし、ファミリーデパートノムラ（後の原町サティ、2002年（平成14年）5月閉店）が開店する1979年（昭和54年）以降、市内に大型店が相次いで進出するようになると業績は著しく低迷していった。その打開策として、1979年（昭和54年）にダイエーと業務提携し、本店である原町店を全面改装を施したが、売上は伸びず、翌年には赤字に転落。売上自体も1979年（昭和54年）度の約40億円から、約25億円（1988年（昭和63年）度）に減少した[259]。
このように業績不振に陥ったこともあり、原町店は青森県八戸市の百貨店・三春屋の子会社である「ヤマニ三春屋」、他の店舗は子会社の「光商事」（後の東北スーパーマーケットダイエー）によって営業譲渡され、営業譲渡後の原町店は「原町ダイエー」に名称変更した[259]。
駐車場難などから経営不振となり、ダイエーに譲渡されることなく1992年（平成4年）閉店した[255][注釈 5]。

- カツミヤ相馬店×（1970年（昭和45年）3月28日[256] - 1988年（昭和63年）10月[259]） 相馬市新町202[260]
店舗面積 約1,410m2[258]
- カツミヤ四ツ葉店 → プチマート四ツ葉店×（1976年（昭和51年）7月[261]30日 - 2002年（平成14年）10月22日[173]） 原町市四葉通[258]
店舗面積約1,800m2[256] → 約2,332m2[258]
1989年（平成元年）6月に、勝見屋本体から子会社の光商事（後の東北スーパーマーケットダイエー）の譲渡した店舗[173][259]。

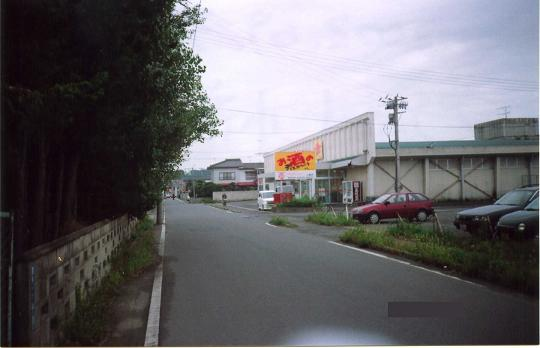
プチマート小高店

- カツミヤ小高店 → プチマート小高店×（1979年（昭和54年）10月7日 - 2002年（平成14年）10月22日[173][259]） 相馬郡小高町（現・南相馬市）
店舗面積約892m2[262]
1989年（平成元年）6月に、勝見屋本体から子会社の光商事（後の東北スーパーマーケットダイエー）の譲渡した店舗[173]。

#### 会津
- 会津中合[263] → 中合会津店[263]×（1963年（昭和38年）7月[264] - 2010年（平成22年）2月28日[264]） 会津若松市大町1-10-35
子会社の中合の運営店舗であった[173]。
建物の老朽化で維持費が嵩み[265]、耐震基準を満たすためには建て替えが必要となっていた[263] が、その投資回収の目処が立たない[263] として、年度末の2010年（平成22年）2月28日に閉店した[264]。

### 秋田県
- 秋田店×（1981年（昭和56年）6月4日[266][267] - 2002年（平成14年）8月31日[268][269]） 秋田市大町2-3-27[270] SC名称:秋田ニューシティ
敷地面積約7,005m2[267]、鉄筋コンクリート造地下1階地上5階建て塔屋1階[267]、延べ床面積約29,344m2[267]、店舗面積約15,256m2[267]（当社店舗面積約9,375m2[267]）、駐車台数約610台[267]。
辻兵（約2,685m2）と共に核店舗として出店していた[267]。
営業当時は日本生命保険が建物を所有、秋田ニューシテー（現・秋田大町ニューシテー）の運営するビル「秋田ニューシティ」に入居していた[269]。
閉店後、ビルのメインテナントが一時イオン系になった[269]がダイエー系列のテナント（55ステーション、ドムドム、ディッパーダン）もしばらく営業していた。[独自研究?]
2010年（平成22年）4月にビルは閉鎖され、同年8月20日から建物の解体工事が開始された[271]。
秋田店閉店後の変遷は秋田ニューシティ#沿革を参照

### 山形県

#### 村山地域
- 山形店（旧:ダイエー→山交ダイエー→東北SMダイエー、1972年（昭和47年）6月15日[272][273][274] - 2005年（平成17年）11月20日[275]） 山形市香澄町3-2-1[272] SC名称:山交ビル（旧:山形ショッパーズプラザ）
敷地面積約7,934m2[272]、鉄筋コンクリート造地下2階地上8階建て塔屋3階[272]、延べ床面積約32,270m2[272]、店舗面積約14,083m2[272]（当社店舗面積約8,245m2[272]。店舗面積約9,537m2[276]。
東北及び山形県進出一号店。山形駅前改造事業の一環として日本専売公社（現在の日本たばこ産業）山形工場跡地に建設された山形交通ビル内に出店していた[274]。同時にビルに併設されたバスターミナルには、山形市内を走るバスのうち約83％の一日約1,600本が集約された[273]。
2001年（平成13年）に家賃を半額に引き下げた新契約を結んで営業を継続した[277] が、2005年（平成17年）11月20日に閉店した[278]。
山形県の地場スーパーであるヤマザワが進出した[278] のを皮切りに山形銀行や100円ショップのセリア、アニメイト、マブチ、山形労働局、NECマイクロシステムが徐々に入居し、2007年（平成19年）11月にNTT東日本広域116センターが開業して店舗跡の地下1階から4階までが後継テナントで埋まることになった[279]。
建物は株式会社ヤマコー（旧山形交通株式会社）の所有であり地下 - 4階部分に入居していた。（山交ビルの店舗面積約9,757m2[280]）
直営店舗面積約8,647m2[49]。

- 元木店×（1980年（昭和55年）7月[281] - 2002年（平成14年）10月30日[173]） 山形市元木1-13-30[281]
店舗面積約1,518m2[281]、延べ床面積約2,120m2[281]、直営店舗面積約1,300m2[281]。
旧子会社である、東北スーパーマーケットダイエー（旧:山交ダイエー）の運営店舗[173]。閉店後、高橋畜産食肉が運営する「元気市場たかはし元木店」が出店。こののち、店舗は建て替えられ、2019年（令和元年）12月13日、同社運営の食料品販売とレストランを融合したスーパーマーケット「moh’z（モーズ）」がオープンしている[282]。

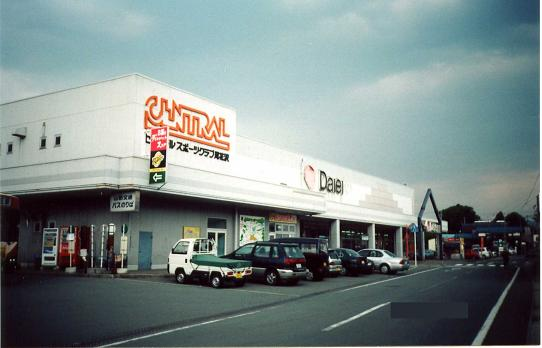
ダイエー尾花沢店
（2002年（平成14年）5月撮影）

- 尾花沢店（1988年（昭和63年）5月[44] - 2002年（平成14年）10月31日[173]） 尾花沢市上町6-1-16[44]
旧子会社である、東北スーパーマーケットダイエー（旧:山交ダイエー）の運営店舗[173]。
店舗面積4,073m2[44]、延べ床面積約6,705m2[44]。
「お酒のディスカウントストア プライスセーバー」併設。[要出典]
閉店後も、長らく施設の一部の山交バス尾花沢待合所及びセントラルスポーツが営業を継続し、その最寄のトイレを使用していたが、2007年（平成19年）にセントラルスポーツが撤退、尾花沢待合所は当ビル屋外の仮設建屋に移転し、完全な空き店舗となった。後に建物は改装され、パレットスクエア[リンク切れ]として再利用されている。[独自研究?]

- 河北店（1982年（昭和57年）7月29日[283] - ?） 西村山郡河北町谷地甲79[283]
敷地面積約4,374m2[283]、鉄骨鉄筋コンクリート造地上2階建て[283]、延べ床面積約4,070m2[283]、店舗面積約2,437m2[283]（当社店舗面積約1,901m2[283]）、駐車台数約200台[283]。

- 十字屋山形七日町店
山形市七日町にあった店舗で、山形駅前の現在の山形店が開業した後も並行して営業を継続した[284]。

- 十字屋寒河江店（1982年（昭和57年）9月10日[285] - 1994年（平成6年）1月16日[286]）寒河江市本町2-8-3[285]
敷地面積約6,600m2[285]、鉄骨造地下1階地上5階建て塔屋1階[285]、延べ床面積約16,500m2[285]、店舗面積約8,839m2[285]（当社店舗面積約6,830m2[285]）、駐車台数約330台[285]。
「寒河江ショッピングセンター・チェリーモール」の核テナントとして開店[285]。1986年（昭和61年）5月17日に百貨店から総合スーパーに業態転換。同時に十字屋が提携しているダイエーから全面的に商品を受け入れることになり、店名も「ダイエーFC十字屋寒河江店」に改めた[287]。ダイエーは1994年（平成6年）1月16日に完全撤退[288]。同年7月にはウエルマートの食品部門をキーテナントにいくつかのテナントが入り「パオ2丁目」として営業を始めた[288]。しかし、「パオ2丁目」は競合激化のため、1999年（平成11年）6月20日に閉店した。その後、市の中心部の空洞化を防ぐという狙いで寒河江市が土地建物を購入し[288]、2000年（平成12年）9月に「フローラ・SAGAE」として新装オープンしている。

- 十字屋山形店（1971年（昭和46年）6月10日開店[289] - 2018年（平成30年）1月31日閉店[290]）

#### 庄内地域
- 鶴岡店（1978年（昭和53年）11月4日[291][292] - 2002年（平成14年）8月31日[268][293]）鶴岡市錦町2-21[294] SC名称:庄交モール[294]
敷地面積26,335.89m2[295]、延べ床面積24,461.688m2[295]、店舗面積11,153m2[296]（直営店舗面積約8,236m2[49]）。
庄内交通のバスターミナルや東京第一ホテル鶴岡を併設する形で出店しており、鶴岡市全市からのバスが乗り入れる立地となっていた[292]。開業初日には約2万人の買い物客を集め、開業初年度に約45億円、3年目には約60億円の売上を上げた[292]。
2002年8月にダイエーが撤退。改装を経て、エスモールとして営業を再開。地場スーパー「株式会社主婦の店鶴岡店」が運営する「ふーしゃ」が核店舗として入った[297]。2019年9月、マルホン プラスが核店舗として入り営業を始めた。[要出典]

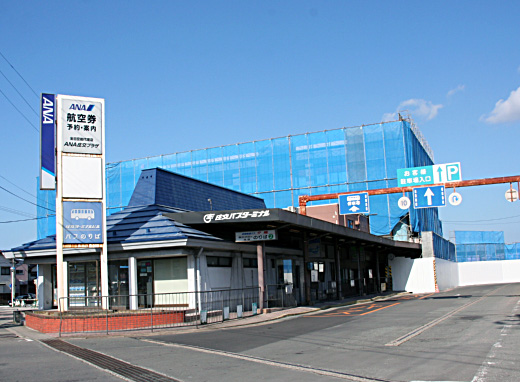
庄交バスターミナル
（2007年（平成19年）1月撮影）
奥にはマルハン

- FC酒田店 → 酒田店×（旧酒田大沼→酒田ダイエー、1986年（昭和61年）3月22日[298] - 1991年（平成3年）9月1日直営化 - 2005年（平成17年）8月31日[299]）酒田市幸町2-1-1[294] SC名称:庄交ターミナルビル[294]
敷地面積12,732m2[300]、店舗面積11,000m2[294]、延べ床面積約16,473m2[294]。直営店舗面積約6,864m2[49][294]。
鉄筋コンクリート造り3階建ての店舗棟と鉄骨造り3階建ての駐車場棟があった[300]。
山形の老舗百貨店の大沼が[301]、1971年（昭和46年）8月30日に倒産した地元百貨店[302]「小袖屋」の営業を引き継ぐ形で[301]1971年（昭和46年）11月20日に酒田市中町で酒田大沼酒田中央店として開業[303]。
1976年（昭和51年）10月29日に発生した酒田大火で周辺の市街地22.5haと共に全焼し、以降は1981年（昭和56年）9月の店舗再建まで同市山居町の山居マートアメヨコに仮店舗で営業を続けた。
1981年（昭和56年）9月26日に庄交ターミナルビルの核店舗として再建。庄内交通のバスターミナルを併設しており、酒田市全市からのバスが乗り入れる立地となっていた。
その後は売上げ等の影響でダイエーと提携。1986年（昭和61年）3月22日からダイエーを看板に掲げ営業することになった[298]。酒田大沼はその際に、酒田ダイエーに社名変更しているが1991年（平成3年）に清算された。[要出典]
店舗跡の土地と建物は2006年（平成18年）5月30日付で「相互リフォームサービス」に売却され[300]、跡地には2007年（平成19年）にパチンコ・マルハンが入居した[304]。

#### 最上地域
- 新庄店（1986年（昭和61年）4月17日[305][306] - 2003年（平成15年）[307]） 新庄市本町4-33[305] SC名称:新庄ショッピングビル[305][262]
敷地面積約2,455m2[306]、鉄骨鉄筋コンクリート造地下1階・地上7階建て[306]、延べ床面積約13,780m2[306]、店舗面積約5,450m2[306]（当社店舗面積約4,260m2[306]）、駐車台数約266台[306]。
建物は新庄ショッピングビル株式会社が所有[305]。ダイエーのFC「ヤマコーストア」とセントラルスポーツが入居する形で開業した[308]。
ダイエー閉店後も一部の専門店とセントラルスポーツが入居し続け、閉店後に入居した民間託児所「わらすこ広場」は市民にとって大きな存在であった。[要出典]
財政難のため、新庄市は入札により建物を売却、地元の宮城呉服店が購入したが、その際に全テナントが撤退し一旦は空き店舗になりこのまま閉鎖かと思われた[309]。
しかしその後、2008年（平成20年）8月にNPO法人や民間会社が協力して大改修を行い、商業施設こらっせ新庄としてオープンした[309]。1階 - 5階全フロアに地元の店舗を中心に約35店舗が入居し、市民から要望が大きかった「わらすこ広場」も拡張して再開となった[309]。

#### 置賜地域
- 長井店×（1977年（昭和52年）7月21日[310] - ?） 長井市ままの上6-3[311]
敷地面積約3,456m2[310]、鉄骨鉄筋コンクリート造地上3階建て塔屋1階[310]、延べ床面積約6,219m2[310]、店舗面積約3,833m2[310]（当社店舗面積約2,815m2[310]）、駐車台数約140台[310]。
長井の山形交通のターミナルビル内にフランチャイズ店の「ヤマコー長井店」として開業した[312]。
旧子会社である、東北スーパーマーケットダイエー（旧:山交ダイエー）の運営店舗。[要出典]
跡地は長井市役所の駐車場となる。[要出典]
- 高畠店×（1979年（昭和54年）4月・1980年（昭和55年）6月 - 2002年（平成14年）10月29日[173]） 東置賜郡高畠町大字高畠字仲江548[311]
旧子会社である、東北スーパーマーケットダイエー（旧:山交ダイエー）の運営店舗[173]。
店舗面積1,462m2[44]。
閉店後は別館（衣料品売場）を解体。ツルハドラッグが入居したが「イオンタウン南陽」に移転したため閉鎖。後に本館も解体された。[独自研究?]